# Michel Clouscard
Michel Clouscard (Montpinhièr, Tarn, 1928 - 2009), va ser un filòsof i sociòleg marxista francès.

## Biografia
Va acabar els seus estudis universitaris de lletres amb la tesi "L'Être et le Code", el 1972, dirigida per Henri Lefebvre. Aquesta treball motivarà una tasca de recerca dirigida a desenvolupar el seu treball i a ampliar-lo amb l'estudi de la societat francesa des del 1945 fins al present. Va ser professor de sociologia a la Universitat de Poitiers entre 1975 i 1990, on va rebre la influència de Jacques D'Hondt, especialista en Hegel. Es va retirar a Galhac (municipi del Tarn) per acabar la seva obra, en part inèdita. Va morir la nit del 20 al 21 de febrer de 2009 a casa seva, a causa de la malaltia de Parkinson.

## Obra filosòfica
Segons Clouscard, el "capitalisme de la seducció" amb la seva cara liberal llibertària sorgeix de la mateixa evolució del mode de producció capitalista. Testifica un salt qualitatiu de les quantitats acumulades que, en un moment determinat, arriben a una estructura llibertària de la societat. Amb el seu rostre llibertari, el liberalisme aconsegueix la seva pròpia auto-realització, fins a la inevitable catàstrofe. Clouscard parla llavors del neofeixisme.
Elaborant l'inventari de les conseqüències de la contrarevolució liberal, Clouscard va produir un treball filosòfic per pensar i proposar les bases d'un nou contracte social i permetre una re-fundació progressista.

Va intentar definir les bases d'una societat sense classes, democràtica, partint del pensament de Jean Jacques Rousseau, Friedrich Engels i Karl Marx, considerant que els seus respectius pensaments s'inscriuen a la mateixa línia. Definí Rousseau com un precursor del socialisme democratic, fundador de la concepció moral i de les definicions modernes d'igualtat i llibertat. Oposat al neokantisme de Jean Paul Sartre, Jacques Lacan, Michel Foucault, Claude Lévi-Strauss o fins i tot de Roland Barthes, els recriminà l'haver capgirat el concepte de llibertat i va establir, a partir de 1972, las bases de la seva crítica al nou rostre del capitalisme que qualificà de liberal-llibertari. 

## Obres
- L'Être et le Code, Éditions Mouton, 1972 ; reedició L'Harmattan, 2004, ISBN  978-2747555302.
- Néo-fascisme et idéologie du désir, 1973 ; reedició : Le Castor Astral, 1999 ; réédition Delga 2008, ISBN 978-2-915854-10-7.
- Le Frivole et le Sérieux, Albin Michel, 1978 ; reedició Delga, 2010 ISBN 978-2915854206
- Le Capitalisme de la séduction - Critique de la social-démocratie, Éditions sociales 1981, Reedició Delga 2006, ISBN  978-2209054572.
- La Bête sauvage, Métamorphose de la société capitaliste et stratégie, Éditions sociales, 1983.
- Les Dégâts de la pratique libérale ou les métamorphoses de la société française, Nouvelles Éditions du Pavillon, 1987.
- Traité de l'amour fou. Genèse de l'Occident, Scandéditions-Éditions sociales, 1993, ISBN 978-2209068623.
- Les Métamorphoses de la lutte des classes, Le Temps des Cerises, 1996, ISBN  978-2841090716.
- Refondation progressiste face à la contre-révolution libérale, Éditions L'Harmattan, 2003, ISBN 978-2747553070.
- Critique du libéralisme libertaire : Généalogie de la contre-révolution,1986, Réédition 2006, Delga,ISBN 2-915854-01-7.
- La production de l'« individu », Delga, 2011, ISBN 978-2915854275.
- Les chemins de la praxis, fondements ontologiques du marxisme, Paris Delga, 2015, ISBN 978-2-915854-79-4